# 谢余卡
谢余卡（1957年—），湖北赤壁人，汉族，中华人民共和国政治人物，中国共产党党员，第十二届全国人民代表大会湖北地区代表。
毕业于中央党校党政干部培训班专业。2013年，担任全国人大代表。